# 全国人民代表大会常务委员会办公厅联络局
全国人民代表大会常务委员会办公厅联络局（简称全国人大常委会办公厅联络局），是全国人民代表大会常务委员会办公厅内设机构。

## 沿革
1975年1月13日至17日，第四届全国人民代表大会第一次会议在北京召开。同年2月，全国人大常委会机关在人民大会堂恢复办公，常委会下设民族政策研究组、宗教政策研究组、办公厅，办公厅下设秘书组、外事组、政法组、总务组。
1980年，全国人大办公厅下设各组改名为室，总务组划归秘书室，调整为四个室：秘书室、政法室、外事室、信访室。1981年增设研究室，共计五个室。
1983年6月6日到21日，第六届全国人民代表大会第一次会议在北京召开。会议根据新《中华人民共和国宪法》的规定，在全国人大设立代表资格审查委员会和民族、法律、财政经济、教育科技文化卫生、外事、华侨6个专门委员会。办公厅下设秘书室、政法室、信访室、外事室、研究室。1983年室改名为局，政法室更名为联络局，成为四局一室：秘书局、联络局、信访局、外事局、研究室。当时，因政法室的工作由全国人大常委会法制工作委员会接手，政法室乃改组为联络局。

## 机构设置
- 代表联络处[3]
- 港澳代表联络处[4]
- 地方联络处[5]
- 议案建议办理处[3]

## 历任领导
全国人大常委会办公厅联络局
| 局长 …… - 杨逢春（？—？） …… - 彭一兵（？—？） - 孔平（？—？） - 张朴（？—？） - 孔平（？—2018年） - 傅文杰（2018年—2023年） 巡视员 …… - 丁林雨（？—？） - 李伯钧（2005年—？） - 陈庆立（？—？） | 副局长 …… - 刘智（？—？） - 李伯钧（？—2005年） - 李维国（？—？） - 陈庆立（？—？，巡视员兼） - 孙文鹏（？—？） - 陈荧（？—？） 副巡视员 …… - 曹炜（？—？） - 陈荧（？—？） - 李学彬（？—？） |